# الغشاش (فلم)
الغشاش هو فيلم مصري عرض عام 1970، بطولة فريد شوقي وشمس البارودي، ومن إخراج عبد الرحمن شريف.

## قصة الفيلم
فتوح صيدلي، متعدد الغراميات مع زبائنه، متزوج من مايسة التي تحبه حبًا جمًا، ولا تستطيع أن تعيش دنياها بدونه، تضبطه زوجته ذات مرة وهو يقبل سيدة أخرى، كما يأتي صديقه الممثل المسرحي. صاحب الأدوار الثانوية، إليه في منزله، ويخبره بأنه طرد من المسرح بعد أن أخذ دوره كضابط مباحث في إحدى المسرحيات، وأنه تقمص الدور إلا أنه فشل في أدائه، ويريه البطاقة الخاصة به، يفكر فتوح في كيفية استخدام هذه البطاقة، فيقوم بنزع صورة صديقه ويضع صورته بدلاً منها، ويخبر زوجته مايسة أنه يعمل في المباحث وأنه عليه مهمة لا بد من إنجازها، ويدخل إلى المحلات الليلية، حيث تعرف على راقصة، وعصابة تزييف الأوراق النقدية، لكن فتوح يسقط في إحدى المرات على يد البوليس لدخوله المكان الخطأ، فيعترف بما فعله، فيستخدم من قبل البوليس للإيقاع بالعصابة كلها، ويتم إحكام السيطرة على العصابة، فيقبض عليها بمعرفة البوليس.

## طاقم التمثيل
- فريد شوقي: (فتوح)
- شمس البارودي: (مايسة زوجة فتوح)
- توفيق الدقن: (أبو غزالة - زعيم العصابة)
- حسين عبد النبي: (توفيق هارد لك - صديق فتوح)
- فايزة فؤاد
- عبد العظيم كامل: (مدير المباحث)
- تمام إبراهيم: (المطربة اللبنانية)
- سهير صبري: (راقصة)
- نوال هاشم
- أحمد شكري
- محمد الملواني
- حسين عرابي
- مختار السيد
- نبيل الشاذلي
- صالح الإسكندراني: (الفكهاني)
- محمد سلطان

## فريق العمل
- إخراج: عبد الرحمن شريف
- تأليف: صبري عزت
- مدير التصوير: محمد عمارة
- مونتاج: فكري رستم
- إنتاج: أفلام نهضة مصر (والي السيد)
- توزيع: أفلام نهضة مصر (والي السيد)